# Закалюк Анатолій Петрович
Анатолій Петрович Закалюк (22 липня 1930, Житомир — 5 травня 2010, Київ) — український правознавець, доктор юридичних наук (1988), професор (з 1995 року), академік Академії правових наук України (1993), заслужений діяч науки і техніки України (1998), голова Всеукраїнського координаційного бюро з проблем кримінології, віце-президент Кримінологічної асоціації України.

## Біографія
Народився 22 липня 1930 року в Житомирі. 1953 року закінчив юридичний факультет Київського державного університету імені Тараса Шевченка. У 1953–1955 роках працював помічником прокурора у Вінниці, у 1955–1972 роках був на партійній роботі. Протягом 1972—1992 років — у Всесоюзному НДІ МВС СРСР: заступник начальника, начальник Київської науково-дослідної лабораторії (з 1978 року — філія Всесоюзного НДІ МВС СРСР) і водночас, з 1974 року, заступник начальника цього інституту. У 1992—1995 роках — проректор з наукової роботи Української академії внутрішніх справ.
Від 1995 року — начальник управління по зв'язках з державними судовими і правоохоронними органами АПНУ. Входив до керівництва АПНУ — член Президії АПНУ з 1993 року. Голова Всеукраїнського координаційного бюро з проблем теорії кримінології та кримінологічних досліджень АПНУ з 1994 року, член експертної ради ВАК України з юридичних і політичних наук з 1996 року.
Віце-президент Кримінологічної асоціації України з 1998 року. Займався прикладними кримінологічними дослідженнями, проблемами кримінології експертизи, демократизації правоохоронної системи України, питаннями профілактики злочинів.

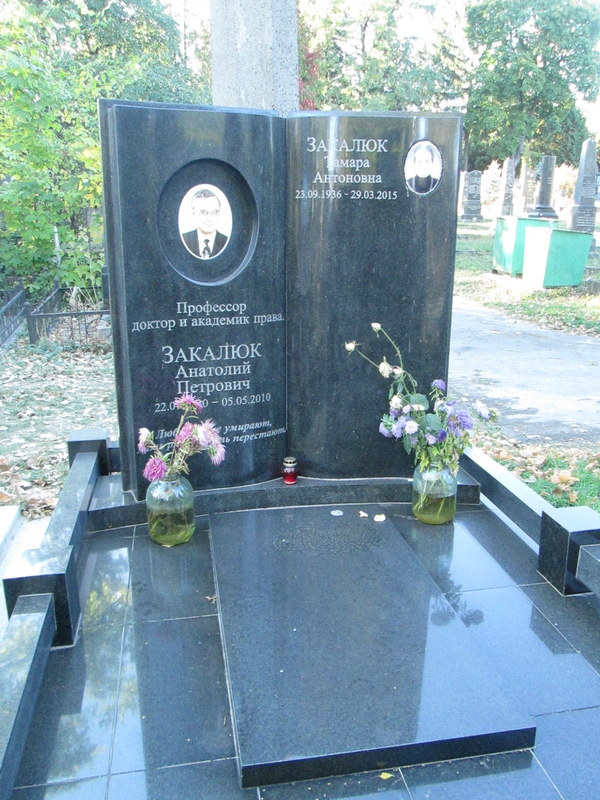
Могила Анатолія Закалюка

Помер 5 травня 2010 року. Похований в Києві, на Лук'янівському військовому цвинтарі.

## Творчий доробок
Автор понад 180 наукових праць. Основні праці:
- «Громадський вплив і попередження правопорушень» (1975);
- «Прогнозування і попередження індивідуальної злочинної поведінки» (1986);
- «Злочини, вчинювані з особливою жорстокістю» (1989);
- «Досвід створення і застосування методики прогнозу індивідуальної злочинної поведінки» (англ. мовою);
- «Правове регулювання профілактики злочинів осіб з аномаліями психіки» (1990);
- «Курс сучасної української кримінології: теорія та практика» (2007).

Під  його керівництвом підготовлено 10 докторів і 15 кандидатів наук. 
Одним із учнів академіка Закалюка є професор Попович Володимир Михайлович, автор економіко-кримінологічної теорії детінізації економіки.